# Anne Luise Müller

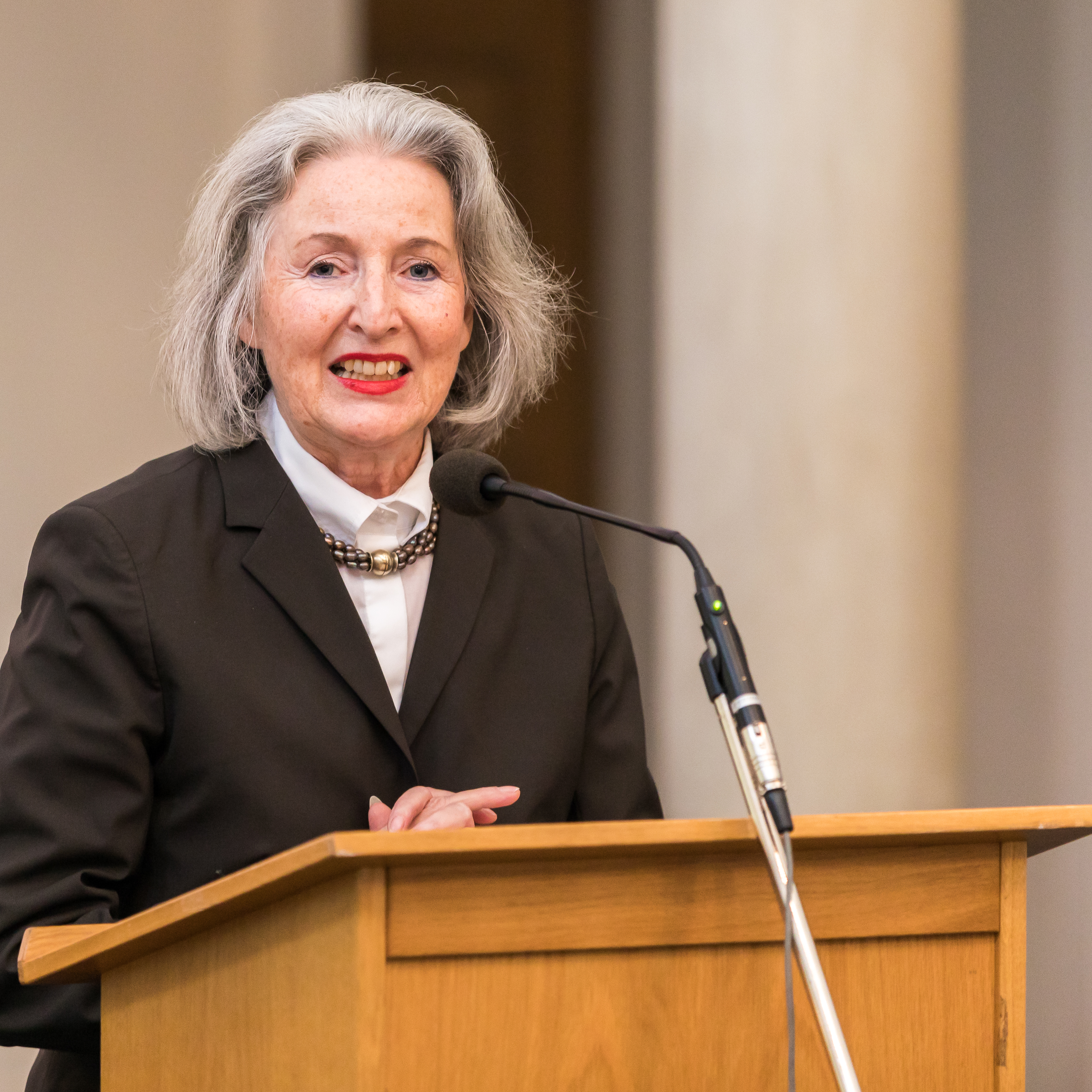
Anne Luise Müller bei der Ausstellungseröffnung einFLUSSreich. Köln und seine Häfen in der Trinitatiskirche Köln, 2018

Anne Luise Müller (* 1951 in Erlangen) ist eine deutsche Architektin und Städtebauarchitektin. Von 2001 bis Mai 2019 leitete sie das Stadtplanungsamt Köln.

## Leben und Wirken
Anne Luise Müller wuchs in München und in Frankfurt am Main auf. Von 1971 bis 1973 studierte sie an der TU Berlin Architektur. Nach dem Vordiplom in Berlin setzte sie 1973 ihr Studium an der TU Darmstadt fort, das sie mit der Diplomhauptprüfung 1978 abschloss.
Von 1978 bis 1988 war sie als Architektin und Städtebauarchitektin in Hamburger und Nürnberger Architekturbüros mit Planungen öffentlicher Hand betraut, wie zum Beispiel der Botschaft in Moskau und dem Amtsgericht Uelzen. Von 1988 bis 1993 wirkte Müller im Stadtplanungsamt in Erlangen mit der Übernahme der Geschäftsstelle für Stadtsanierung und Städtebauförderung. Im Jahr 1993 folgte die Leitung des Stadtplanungsamtes Ingolstadt mit den Aufgabenbereichen Bauleitplanung und Bodenordnung, Stadtsanierung und Städtebauförderung sowie Wohnungsbauförderung; der Wirkungsbereich der Unteren Denkmalschutzbehörde war ihr ebenfalls übertragen. Vom 15. November 2001 bis Ende Mai 2019 leitete Anne Luise Müller das Stadtplanungsamt Köln.
Zwischen 1992 und 2002 hatte Müller Lehraufträge inne: an der Georg-Simon-Ohm-Fachhochschule in Nürnberg für städtebauliches Entwerfen und am Institut für City- und Regionalmanagement e. V. Ingolstadt für Grundlagen des Planungs- und Baurechts. Müller ist Mitglied der Architektenkammer Hessen und Nordrhein-Westfalen. Sie vertritt die Stadt Köln im Deutschen Städtetag (Fachkommission Stadtplanung/Kommission Frauen in der Stadt).

## Veröffentlichungen
- Mit Bernd Streitberger (als Hrsg.): Rechtsrheinische Perspektiven. Stadtplanung und Städtebau im postindustriellen Köln 1990 bis 2030. Ausstellungskatalog und Konferenzschrift, Ausstellung im Rahmen der Regionale 2010. Berlin 2011 ISBN 978-3-86922-101-4
- Mit Bernd Streitberger (als Hrsg.): Architekturführer Rechtsrheinisches Köln. Berlin 2011 ISBN 978-3-86922-163-2

## Dokumentationen (Auswahl)
- Stadtentwicklung: „Für große Teile der Stadt gibt es noch viele Möglichkeiten, sich neu zu erfinden“. Gespräch mit Anne Luise Müller und Franz-Josef Höing. In: Dezernat Stadtentwicklung, Planen, Bauen und Verkehr der Stadt Köln mit dem Haus der Architektur Köln (Hrsg.): Kölner Perspektiven. Städtebau–Architektur–öffentlicher Raum. Mit Texten von Uta Winterhager u. a. Jovis, Berlin 2016, S. 16–18. ISBN 978-3-86859-403-4
- Wem gehört die Stadt?– Bürger in Bewegung. Ein Film von Anna Ditges. Mit Hans-Werner Möllmann, Andrea Rauber, Paul Bauwens-Adenauer, Anne-Luise Müller. D 2014, 87 Min. (Kinostart 2015)[2]
- Köln: Amtsleiterin Anne-Luise Müller (Interview). In: Daniel Arnold (Hrsg.): Wir bauen Deutschland. Jovis, Berlin 2013, S. 190–195. ISBN 978-3-86859-181-1
- Gender zwischen Wissenschaft und Praxis. Ein Beitrag von Anne Luise Müller, Leiterin des Stadtplanungsamts Köln, im Rahmen der Festlichen Gründungsveranstaltung an der Leibniz Universität Hannover am 2. Juli 2008. Zusammenfassung von Anke Schröder (online als PDF abrufbar). Leibniz Universität Hannover: Forum für GenderKompetenz in Architektur Landschaft Planung.